# 탁지부측량소 삼각점
탁지부측량 소삼각점(度支部測量 小三角點)은 경기도 광주시 남한산성면, 수어장대 기단부 서쪽에 있다. 대한제국은 토지조사사업을 추진하기 위하여 지구곡률을 고려한 대삼각측량을 거쳐 소삼각측량을 하여야 하나 규모가 크고 경비가 많이 들어 1908년부터 1909년까지 아래와 같이 탁지부 주관으로 경기도와 경상북도의 11개 지역을 선정하여 최초로 독립적인 삼각측량을 실시하여 구소삼각원점을 설치한 후 이를 기초로 하여 구소삼각점을 설치하고, 도근측량 및 세부측량을 실시하였다.
2008년 4월 21일 광주시의 향토문화유산 제7호로 지정되었다.

## 개요
1894년 갑오개혁으로 인해 호조에서 관장하던 호구∙공부∙전량∙식화∙조세∙재정 등의 사무 가운데 조세와 재정 관련 사무는 탁지아문이 승계하고, 경제 관련 사무는 공무아문과 농상아문이 승계하였다. 탁지아문은 1895년 을미개혁 때 탁지부로 변경되었으며 정부의 회계∙출납∙조세∙국채∙화폐∙은행 등의 사무 일체를 통괄하며 지방의 재무를 감독하였다. 탁지부는 근대적인 지적제도를 수립하기 위하여 전국에 11개 지역을 선정하여 최초로 삼각측량을 실시하였다. 이 사업을 위해 설치된 삼각점 가운데 1점이 1908년 수어장대 기단부 서쪽에 설치되어 지금까지 보존되고 있다.
탁지부측량소 삼각점(度支部測量所 三角點)은 지상으로 노출된 부분이 높이 22cm, 폭 12×12cm의 장방형이며, 정상부에 십자(十字) 표시가 있다. 전면에는‘度支部’라 음각되어 있다. 이 삼각점은 조본원점(鳥本原點)을 기초로 한 구소삼각점 34번 장대(將坮)로 위도 37°28′37.445", 경도 127°10′32.180" 지점에 설치되어 있으며[이 경위도는 베셀타원체 기준 값임], 현대의 측량 성과와 비교할 때 좌표점의 오차가 30cm 정도에 불과할 정도로 대단히 양호하다고 평가된다.
※ 현재의 보조삼각점311과 동일한 점이다

## 참고 문헌
- 「대한제국 탁지부 설치 구소삼각점 현황 조사보고서」